# Yevgeny Aleksandrovich Kafelnikov
Yevgeny Aleksandrovich Kafelnikov sinh ngày 18 tháng 2 năm 1974) cựu tay vợt số 1 thế giới người Nga. Ông từng vô địch 2 giải đơn nam Grand Slam (1 Pháp Mở rộng và 1 Úc Mở rộng), 4 giải đôi nam Grand Slam, và huy chương vàng Olympic tại Sydney. Ông cũng là nhân tố giúp đội tuyển Nga vô địch Cúp Davis vào năm 2002. Ông cũng là tay vợt cuối cùng thắng cả hai nội dung đơn nam và đôi nam trong cùng 1 giải Grand Slam tại Pháp Mở rộng năm 1996.

## Các trận chung kết quan trọng

### Chung kết Grand Slam

#### Đơn: 3 (2–1)
| Kết quả | Năm  | Giải đấu        | Mặt sân | Đối thủ        | Tỷ số                   |
| ------- | ---- | --------------- | ------- | -------------- | ----------------------- |
| Vô địch | 1996 | French Open     | Đất nện | Michael Stich  | 7–6(7–4), 7–5, 7–6(7–4) |
| Vô địch | 1999 | Australian Open | Cứng    | Thomas Enqvist | 4–6, 6–0, 6–3, 7–6(7–1) |
| Á quân  | 2000 | Australian Open | Cứng    | Andre Agassi   | 6–3, 3–6, 2–6, 4–6      |

#### Đôi: 5 (4–1)
| Kết quả | Năm  | Giải đấu    | Mặt sân | Đồng đội      | Đối thủ                        | Tỷ số              |
| ------- | ---- | ----------- | ------- | ------------- | ------------------------------ | ------------------ |
| Vô địch | 1996 | French Open | Đất nện | Daniel Vacek  | Jakob Hlasek Guy Forget        | 6–2, 6–3           |
| Vô địch | 1997 | French Open | Đất nện | Daniel Vacek  | Todd Woodbridge Mark Woodforde | 7–6(7–1), 4–6, 6–3 |
| Vô địch | 1997 | US Open     | Cứng    | Daniel Vacek  | Jonas Björkman Nicklas Kulti   | 7–6(10–8), 6–3     |
| Vô địch | 2002 | French Open | Đất nện | Paul Haarhuis | Mark Knowles Daniel Nestor     | 7–5, 6–4           |
| Á quân  | 2003 | French Open | Đất nện | Paul Haarhuis | Bob Bryan Mike Bryan           | 6–7(3–7), 3–6      |

### Chung kết Olympic

#### Đơn: 1 (1 huy chương vàng)
| Kết quả | Năm  | Giải đấu        | Mặt sân | Đối thủ    | Tỷ số                        |
| ------- | ---- | --------------- | ------- | ---------- | ---------------------------- |
| Vô địch | 2000 | Sydney Olympics | Cứng    | Tommy Haas | 7–6(7–4), 3–6, 6–2, 4–6, 6–3 |

### Chung kết Masters Cup

#### Đơn: 1 (0–1)
| Kết quả | Năm  | Giải đấu                     | Mặt sân  | Đối thủ      | Tỷ số         |
| ------- | ---- | ---------------------------- | -------- | ------------ | ------------- |
| Á quân  | 1997 | ATP Tour World Championships | Cứng (i) | Pete Sampras | 3–6, 2–6, 2–6 |

### Chung kết Masters 1000

#### Đơn: 5 (0–5)
| Kết quả | Năm  | Giải đấu          | Mặt sân  | Đối thủ            | Tỷ số                        |
| ------- | ---- | ----------------- | -------- | ------------------ | ---------------------------- |
| Á quân  | 1994 | Hamburg Masters   | Đất nện  | Andrei Medvedev    | 4–6, 4–6, 6–3, 3–6           |
| Á quân  | 1996 | Paris Masters     | Thảm (i) | Thomas Enqvist     | 2–6, 4–6, 5–7                |
| Á quân  | 1998 | Stuttgart Masters | Cứng (i) | Richard Krajicek   | 4–6, 3–6, 3–6                |
| Á quân  | 1999 | Canadian Open     | Cứng     | Thomas Johansson   | 6–1, 3–6, 3–6                |
| Á quân  | 2001 | Paris Masters     | Thảm (i) | Sébastien Grosjean | 6–7(3–7), 1–6, 7–6(7–5), 4–6 |

#### Đôi: 11 (7–4)
| Kết quả | Năm  | Giải đấu             | Mặt sân  | Đồng đội         | Đối thủ                        | Tỷ số          |
| ------- | ---- | -------------------- | -------- | ---------------- | ------------------------------ | -------------- |
| Á quân  | 1994 | Monte Carlo Masters  | Đất nện  | Daniel Vacek     | Nicklas Kulti Magnus Larsson   | 6–3, 6–7, 4–6  |
| Vô địch | 1994 | Rome Masters         | Đất nện  | David Rikl       | Wayne Ferreira Javier Sánchez  | 6–1, 7–5       |
| Vô địch | 1995 | ATP German Open      | Đất nện  | Wayne Ferreira   | Byron Black Andrei Olhovskiy   | 6–1, 7–6       |
| Vô địch | 1995 | Canadian Open        | Cứng     | Andrei Olhovskiy | Brian MacPhie Sandon Stolle    | 6–2, 6–2       |
| Á quân  | 1996 | Paris Masters        | Thảm (i) | Daniel Vacek     | Jacco Eltingh Paul Haarhuis    | 4–6, 6–4, 6–7  |
| Vô địch | 2000 | Monte Carlo Masters  | Đất nện  | Wayne Ferreira   | Paul Haarhuis Sandon Stolle    | 6–3, 2–6, 6–1  |
| Á quân  | 2000 | Rome Masters         | Đất nện  | Wayne Ferreira   | Martin Damm Dominik Hrbatý     | 4–6, 6–4, 3–6  |
| Vô địch | 2001 | Indian Wells Masters | Cứng     | Wayne Ferreira   | Jonas Björkman Todd Woodbridge | 6–2, 7–5       |
| Vô địch | 2001 | Rome Masters         | Đất nện  | Wayne Ferreira   | Daniel Nestor Sandon Stolle    | 6–4, 7–6(8–6)  |
| Á quân  | 2002 | Monte Carlo Masters  | Đất nện  | Paul Haarhuis    | Jonas Björkman Todd Woodbridge | 3–6, 6–3, 7–10 |
| Vô địch | 2003 | Indian Wells Masters | Cứng     | Wayne Ferreira   | Bob Bryan Mike Bryan           | 3–6, 7–5, 6–4  |

## Chung kết ATP

### Đơn: 46 (26 danh hiệu, 20 á quân)
| Giải đấu                         |
| -------------------------------- |
| Grand Slam (2–1)                 |
| Year-end championships (0–1)     |
| ATP Masters Series (0–5)         |
| ATP Championship Series (4–3)    |
| ATP International Series (19–10) |

| Mặt sân       |
| ------------- |
| Cứng (9–10)   |
| Cỏ (3–1)      |
| Đất nện (3–3) |
| Thảm (11–6)   |

| Kết quả | Số thứ tự | Ngày              | Giải đấu                       | Mặt sân  | Đối thủ            | Tỷ số                        |
| ------- | --------- | ----------------- | ------------------------------ | -------- | ------------------ | ---------------------------- |
| Vô địch | 1.        | Tháng 1 năm 1994  | Adelaide, Úc                   | Cứng     | Alexander Volkov   | 6–4, 6–3                     |
| Vô địch | 2.        | Tháng 3 năm 1994  | Copenhagen, Đan Mạch           | Thảm (i) | Daniel Vacek       | 6–3, 7–5                     |
| Á quân  | 1.        | Tháng 5 năm 1994  | Hamburg, Đức                   | Đất nện  | Andrei Medvedev    | 4–6, 4–6, 6–3, 3–6           |
| Vô địch | 3.        | Tháng 8 năm 1994  | Long Island, Mỹ                | Cứng     | Cédric Pioline     | 5–7, 6–1, 6–2                |
| Vô địch | 4.        | Tháng 2 năm 1995  | Milan, Ý                       | Thảm (i) | Boris Becker       | 7–5, 5–7, 7–6(8–6)           |
| Vô địch | 5.        | Tháng 3 năm 1995  | St. Petersburg, Nga            | Thảm (i) | Guillaume Raoux    | 6–2, 6–2                     |
| Á quân  | 2.        | Tháng 4 năm 1995  | Nice, Pháp                     | Đất nện  | Marc Rosset        | 4–6, 0–6                     |
| Vô địch | 6.        | Tháng 7 năm 1995  | Gstaad, Thụy Sĩ                | Đất nện  | Jakob Hlasek       | 6–3, 6–4, 3–6, 6–3           |
| Vô địch | 7.        | Tháng 8 năm 1995  | Long Island, Mỹ                | Cứng     | Jan Siemerink      | 7–6(7–0), 6–2                |
| Vô địch | 8.        | Tháng 1 năm 1996  | Adelaide, Australia            | Cứng     | Byron Black        | 7–6(7–0), 3–6, 6–1           |
| Á quân  | 3.        | Tháng 3 nàm 1996  | Rotterdam, Hà Lan              | Thảm (i) | Goran Ivanišević   | 4–6, 6–3, 3–6                |
| Á quân  | 4.        | Tháng 4 năm 1996  | St. Petersburg, Nga            | Thảm (i) | Magnus Gustafsson  | 2–6, 6–7(4–7)                |
| Vô địch | 9.        | Tháng 5 năm 1996  | Prague, Cộng hoà Séc           | Đất nện  | Bohdan Ulihrach    | 7–5, 1–6, 6–3                |
| Vô địch | 10.       | Tháng 6 năm 1996  | French Open, Paris, Pháp       | Đất nện  | Michael Stich      | 7–6(7–4), 7–5, 7–6(7–4)      |
| Á quân  | 5.        | Tháng 6 năm 1996  | Halle, Đức                     | Cỏ       | Nicklas Kulti      | 7–6(7–5), 3–6, 4–6           |
| Á quân  | 6.        | Tháng 7 năm 1996  | Stuttgart, Đức                 | Đất nện  | Thomas Muster      | 2–6, 2–6, 4–6                |
| Vô địch | 11.       | Tháng 10 năm 1996 | Lyon, Pháp                     | Thảm (i) | Arnaud Boetsch     | 7–5, 6–3                     |
| Á quân  | 7.        | Tháng 11 năm 1996 | Paris, Pháp                    | Thảm (i) | Thomas Enqvist     | 2–6, 4–6, 5–7                |
| Á quân  | 8.        | Tháng 11 năm 1996 | Moscow, Nga                    | Thảm (i) | Goran Ivanišević   | 6–3, 1–6, 3–6                |
| Vô địch | 12.       | Tháng 6 năm 1997  | Halle, Đức                     | Cỏ       | Petr Korda         | 7–6(7–2), 6–7(5–7), 7–6(9–7) |
| Vô địch | 13.       | Tháng 8 năm 1997  | New Haven, Mỹ                  | Cứng     | Patrick Rafter     | 7–6(7–4), 6–4                |
| Vô địch | 14.       | Tháng 11 năm 1997 | Moscow, Nga                    | Thảm (i) | Petr Korda         | 7–6(7–2), 6–4                |
| Á quân  | 9.        | Tháng 11 năm 1997 | Year-end championships, Đức    | Cứng (i) | Pete Sampras       | 3–6, 2–6, 2–6                |
| Á quân  | 10.       | Tháng 2 năm 1998  | Marseille, Pháp                | Cứng (i) | Thomas Enqvist     | 4–6, 1–6                     |
| Vô địch | 15.       | Tháng 3 năm 1998  | London, Vương quốc Anh         | Thảm (i) | Cédric Pioline     | 7–5, 6–4                     |
| Vô địch | 16.       | Tháng 6 năm 1998  | Halle, Đức                     | Cỏ       | Magnus Larsson     | 6–4, 6–4                     |
| Á quân  | 11.       | Tháng 9 năm 1998  | Tashkent, Uzbekistan           | Cứng     | Tim Henman         | 5–7, 4–6                     |
| Á quân  | 12.       | Tháng 11 năm 1998 | Stuttgart, Đức                 | Cứng (i) | Richard Krajicek   | 4–6, 3–6, 3–6                |
| Vô địch | 17.       | Tháng 11 năm 1998 | Moscow, Nga                    | Thảm (i) | Goran Ivanišević   | 7–6(7–2), 7–6(7–5)           |
| Vô địch | 18.       | Tháng 2 năm 1999  | Australian Open, Melbourne, Úc | Cứng     | Thomas Enqvist     | 4–6, 6–0, 6–3, 7–6(7–1)      |
| Vô địch | 19.       | Tháng 2 năm 1999  | Rotterdam, Hà Lan              | Thảm (i) | Tim Henman         | 6–2, 7–6(7–3)                |
| Á quân  | 13.       | Tháng 8 năm 1999  | Montreal, Canada               | Cứng     | Thomas Johansson   | 6–1, 3–6, 3–6                |
| Á quân  | 14.       | Tháng 8 năm 1999  | Washington D.C., Mỹ            | Cứng     | Andre Agassi       | 6–7(3–7), 1–6                |
| Vô địch | 20.       | Tháng 11 năm 1999 | Moscow, Nga                    | Thảm (i) | Byron Black        | 7–6(7–2), 6–4                |
| Á quân  | 15.       | Tháng 1 năm 2000  | Australian Open, Melbourne, Úc | Cứng     | Andre Agassi       | 6–3, 3–6, 2–6, 4–6           |
| Á quân  | 16.       | Tháng 2 năm 2000  | London, Vương quốc Anh         | Cứng (i) | Marc Rosset        | 4–6, 4–6                     |
| Vô địch | 21.       | Tháng 10 năm 2000 | Sydney Olympics, Úc            | Cứng     | Tommy Haas         | 7–6(7–4), 3–6, 6–2, 4–6, 6–3 |
| Vô địch | 22.       | Tháng 10 năm 2000 | Moscow, Nga                    | Thảm (i) | David Prinosil     | 6–2, 7–5                     |
| Á quân  | 17.       | Tháng 11 năm 2000 | Stockholm, Thụy Điển           | Cứng (i) | Thomas Johansson   | 2–6, 4–6, 4–6                |
| Vô địch | 23.       | Tháng 2 năm 2001  | Marseille, Pháp                | Cứng (i) | Sébastien Grosjean | 7–6(7–5), 6–2                |
| Á quân  | 18.       | Tháng 9 năm 2001  | Tashkent, Uzbekistan           | Cứng     | Marat Safin        | 2–6, 2–6                     |
| Vô địch | 24.       | Tháng 10 năm 2001 | Moscow, Nga                    | Thảm (i) | Nicolas Kiefer     | 6–4, 7–5                     |
| Á quân  | 19.       | Tháng 11 năm 2001 | Paris, Pháp                    | Thảm (i) | Sébastien Grosjean | 6–7(3–7), 1–6, 7–6(7–5), 4–6 |
| Vô địch | 25.       | Tháng 6 năm 2002  | Halle, Đức                     | Cỏ       | Nicolas Kiefer     | 2–6, 6–4, 6–4                |
| Vô địch | 26.       | Tháng 9 năm 2002  | Tashkent, Uzbekistan           | Cứng     | Vladimir Voltchkov | 7–6(8–6), 7–5                |
| Á quân  | 20.       | Tháng 2 năm 2003  | Milan, Ý                       | Thảm     | Martin Verkerk     | 4–6, 7–5, 5–7                |

### Đôi: 41 (27–14)
| Giải đấu                            |
| ----------------------------------- |
| Grand Slam Tournaments (4–1)        |
| ATP Masters Series (7–4)            |
| ATP International Series Gold (6–4) |
| ATP International Series (10–5)     |

| Mặt sân        |
| -------------- |
| Cứng (9–1)     |
| Đất nện (13–5) |
| Cỏ (0–2)       |
| Thảm (5–6)     |

| Kết quả | Số thứ tự | Ngày              | Giải đấu                 | Mặt sân  | Đồng đội         | Đối thủ                              | Tỷ số            |
| ------- | --------- | ----------------- | ------------------------ | -------- | ---------------- | ------------------------------------ | ---------------- |
| Á quân  | 1.        | Tháng 2 năm 1994  | Marseille, Pháp          | Thảm (i) | Martin Damm      | Jan Siemerink Daniel Vacek           | 7–6, 4–6, 1–6    |
| Vô địch | 1.        | Tháng 4 năm 1994  | Barcelona, Tây Ban Nha   | Đất nện  | David Rikl       | Jim Courier Javier Sánchez           | 5–7, 6–1, 6–4    |
| Á quân  | 2.        | Tháng 4 năm 1994  | Monte Carlo, Monaco      | Đất nện  | Daniel Vacek     | Nicklas Kulti Magnus Larsson         | 6–3, 6–7, 4–6    |
| Vô địch | 2.        | Tháng 5 năm 1994  | Munich, Đức              | Đất nện  | David Rikl       | Boris Becker Petr Korda              | 7–6, 7–5         |
| Vô địch | 3.        | Tháng 5 năm 1994  | Rome, Ý                  | Đất nện  | David Rikl       | Wayne Ferreira Javier Sánchez        | 6–1, 7–5         |
| Vô địch | 4.        | Tháng 10 năm 1994 | Lyon, Pháp               | Thảm (i) | Jakob Hlasek     | Martin Damm Patrick Rafter           | 6–7, 7–6, 7–6    |
| Á quân  | 3.        | Tháng 3 năm 1995  | St. Petersburg, Nga      | Thảm (i) | Jakob Hlasek     | Martin Damm Anders Järryd            | 4–6, 2–6         |
| Vô địch | 5.        | Tháng 4 năm 1995  | Estoril, Bồ Đào Nha      | Đất nện  | Andrei Olhovskiy | Marc-Kevin Goellner Diego Nargiso    | 5–7, 7–5, 6–2    |
| Vô địch | 6.        | Tháng 5 năm 1995  | Hamburg, Đức             | Đất nện  | Wayne Ferreira   | Byron Black Andrei Olhovskiy         | 6–1, 7–6         |
| Á quân  | 4.        | Tháng 6 năm 1995  | Halle, Đức               | Cỏ       | Andrei Olhovskiy | Jacco Eltingh Paul Haarhuis          | 2–6, 6–3, 3–6    |
| Vô địch | 7.        | Tháng 7 năm 1995  | Montreal, Canada         | Cứng     | Andrei Olhovskiy | Brian MacPhie Sandon Stolle          | 6–2, 6–2         |
| Vô địch | 8.        | Tháng 10 năm 1995 | Lyon, Pháp               | Thảm (i) | Jakob Hlasek     | John-Laffnie de Jager Wayne Ferreira | 6–3, 6–3         |
| Á quân  | 5.        | Tháng 2 năm 1996  | Antwerp, Bỉ              | Thảm (i) | Menno Oosting    | Jonas Björkman Nicklas Kulti         | 4–6, 4–6         |
| Vô địch | 9.        | Tháng 4 năm 1996  | St. Petersburg, Nga      | Thảm (i) | Andrei Olhovskiy | Nicklas Kulti Peter Nyborg           | 6–3, 6–4         |
| Vô địch | 10.       | Tháng 5 năm 1996  | Prague, Cộng hoà Séc     | Đất nện  | Daniel Vacek     | Luis Lobo Javier Sánchez             | 6–3, 6–7, 6–3    |
| Vô địch | 11.       | Tháng 6 năm 1996  | French Open, Paris, Pháp | Đất nện  | Daniel Vacek     | Jakob Hlasek Guy Forget              | 6–2, 6–3         |
| Á quân  | 6.        | Tháng 6 năm 1996  | Halle, Đức               | Cỏ       | Daniel Vacek     | Byron Black Grant Connell            | 1–6, 5–7         |
| Vô địch | 12.       | Tháng 9 năm 1996  | Basel, Thụy Sĩ           | Cứng (i) | Daniel Vacek     | David Adams Menno Oosting            | 6–3, 6–4         |
| Vô địch | 13.       | Tháng 10 năm 1996 | Vienna, Áo               | Thảm (i) | Daniel Vacek     | Pavel Vízner Menno Oosting           | 7–6, 6–4         |
| Á quân  | 7.        | Thâng 11 năm 1996 | Paris, Pháp              | Thảm (i) | Daniel Vacek     | Jacco Eltingh Paul Haarhuis          | 4–6, 6–4, 6–7    |
| Vô địch | 14.       | Thâng 6 năm 1997  | French Open, Paris, Pháp | Đất nện  | Daniel Vacek     | Todd Woodbridge Mark Woodforde       | 7–6, 4–6, 6–3    |
| Vô địch | 15.       | Tháng 7 năm 1997  | Gstaad, Thụy Sĩ          | Đất nện  | Daniel Vacek     | Trevor Kronemann David Macpherson    | 4–6, 7–6, 6–3    |
| Vô địch | 16.       | Tháng 9 năm 1997  | US Open, New York, Mỹ    | Cứng     | Daniel Vacek     | Jonas Björkman Nicklas Kulti         | 7–6, 6–3         |
| Vô địch | 17.       | Tháng 2 năm 1998  | Antwerp, Bỉ              | Cứng (i) | Wayne Ferreira   | Tomás Carbonell Francisco Roig       | 7–5, 3–6, 6–2    |
| Á quân  | 8.        | Tháng 3 năm 1998  | London, Anh              | Thảm (i) | Daniel Vacek     | Martin Damm Jim Grabb                | 4–6, 5–7         |
| Vô địch | 18.       | Tháng 10 năm 1998 | Vienna, Áo               | Thảm (i) | Daniel Vacek     | David Adams John-Laffnie de Jager    | 7–5, 6–3         |
| Á quân  | 9.        | Tháng 11 năm 1998 | Moscow, Nga              | Thảm (i) | Daniel Vacek     | Jared Palmer Jeff Tarango            | 4–6, 7–6, 2–6    |
| Vô địch | 19.       | Tháng 4 năm 1999  | Barcelona, Tây Ban Nha   | Đất nện  | Paul Haarhuis    | Massimo Bertolini Cristian Brandi    | 7–5, 6–3         |
| Á quân  | 10.       | Tháng 2 năm 2000  | Rotterdam, Hà Lan        | Cứng (i) | Tim Henman       | David Adams John-Laffnie de Jager    | 7–5, 2–6, 3–6    |
| Vô địch | 20.       | Tháng 4 năm 2000  | Monte Carlo, Monaco      | Đất nện  | Wayne Ferreira   | Paul Haarhuis Sandon Stolle          | 6–3, 2–6, 6–1    |
| Á quân  | 11.       | Tháng 5 năm 2000  | Rome, Ý                  | Đất nện  | Wayne Ferreira   | Martin Damm Dominik Hrbatý           | 4–6, 6–4, 3–6    |
| Vô địch | 21.       | Tháng 10 năm 2000 | Vienna, Áo               | Cứng (i) | Nenad Zimonjić   | Jiří Novák David Rikl                | 6–4, 6–4         |
| Vô địch | 22.       | Tháng 3 năm 2001  | Indian Wells, Mỹ         | Cứng     | Wayne Ferreira   | Jonas Björkman Todd Woodbridge       | 6–2, 7–5         |
| Vô địch | 23.       | Tháng 5 năm 2001  | Rome, Ý                  | Đất nện  | Wayne Ferreira   | Daniel Nestor Sandon Stolle          | 6–4, 7–6(8–6)    |
| Vô địch | 24.       | Tháng 10 năm 2001 | St. Petersburg, Nga      | Cứng (i) | Denis Golovanov  | Irakli Labadze Marat Safin           | 7–5, 6–4         |
| Á quân  | 12.       | Tháng 4 năm 2002  | Monte Carlo, Monaco      | Đất nện  | Paul Haarhuis    | Jonas Björkman Todd Woodbridge       | 3–6, 6–3, [7–10] |
| Vô địch | 25.       | Tháng 6 năm 2002  | French Open, Paris, Pháp | Đất nện  | Paul Haarhuis    | Mark Knowles Daniel Nestor           | 7–5, 6–4         |
| Vô địch | 26.       | Tháng 3 năm 2003  | Indian Wells, Mỹ         | Cứng     | Wayne Ferreira   | Bob Bryan Mike Bryan                 | 3–6, 7–5, 6–4    |
| Á quân  | 13.       | Tháng 6 năm 2003  | French Open, Paris, Pháp | Đất nện  | Paul Haarhuis    | Bob Bryan Mike Bryan                 | 6–7, 3–6         |
| Á quân  | 14.       | Tháng 7 năm 2003  | Stuttgart, Đức           | Đất nện  | Kevin Ullyett    | Tomáš Cibulec Pavel Vízner           | 6–3, 3–6, 4–6    |
| Vô địch | 27.       | Tháng 8 năm 2003  | Washington, D.C., Mỹ     | Cứng     | Sargis Sargsian  | Chris Haggard Paul Hanley            | 7–5, 4–6, 6–2    |